# Homo LesBische Federatie Nederland
Homo LesBische Federatie Nederland (HLBF.nl) je sdružení gayů, leseb a bisexuálů žijících v Nizozemsku, Nizozemských Antilách a na Arubě. Založeno bylo 14. června 2004 v Bredě.